# 駅のない遮断機
駅のない遮断機（えきのないしゃだんき）は、1989年11月21日にリリースされた平松愛理の3枚目のシングル。発売元はポニーキャニオン。2枚目のアルバム『とっておきの20秒』と同日発売。

## 概要・エピソード
本曲より8cmCDシングルとして発売され、カップリングには同日発売となったアルバム『とっておきの20秒』のタイトル曲を収録している。
タイトル及び歌詞にも出てくる踏切には実在のモデルがあり、平松の実家近くに存在する兵庫県神戸市須磨区月見山駅の山陽電車沿線にある踏切のこととされる。平松は、小学生の頃に母が運転する車の助手席からこの踏切を見て「何でこの遮断機には駅がないの？」と不思議に思っていたといい、坂道の途中にあったこの踏切が子供の目には巨大なものに見え、踏切を渡る時にカンカンと音が鳴り始めるとまるで空から遮断機が落ちてくるような怖さを感じたという。また、この瞬間の光景や音、感じた気持ちは自分の記憶にしっかりと刻まれているといい、それから約15年後、故郷のこの場所を思い出しながら作ったのが「駅のない遮断機」であると語っている。

## 収録曲
1. 駅のない遮断機（4:50）
作詞・作曲：平松愛理／編曲：西平彰
2. とっておきの20秒（3:58）
作詞・作曲：平松愛理／編曲：西平彰